# General Vedia
General Vedia är en ort i Argentina.   Den ligger i provinsen Chaco, i den nordöstra delen av landet, 900 km norr om huvudstaden Buenos Aires. General Vedia ligger 58 meter över havet och antalet invånare är 3 513.
Terrängen runt General Vedia är mycket platt. Närmaste större samhälle är La Leonesa, 12,3 km söder om General Vedia.
Omgivningarna runt General Vedia är huvudsakligen savann. Runt General Vedia är det glesbefolkat, med 9 invånare per kvadratkilometer.